# هنري بي شاندلير
هنري بي شاندلير (بالإنجليزية: Henry P. Chandler)‏ هو محامي أمريكي، ولد في 19 مارس 1880 في Indian Orchard, Springfield, Massachusetts ‏ في الولايات المتحدة، وتوفي في 12 ديسمبر 1975 في بيثيسدا في الولايات المتحدة.